# Пултні (селище, Вермонт)
Пултні (англ. Poultney) — селище (англ. village) в США, в окрузі Ратленд штату Вермонт. Населення — 1079 осіб (2020).

## Географія
Пултні розташоване за координатами 43°31′4″ пн. ш. 73°14′9″ зх. д. / 43.51778° пн. ш. 73.23583° зх. д. (43.517868, -73.235941).  За даними Бюро перепису населення США в 2010 році селище мало площу 1,66 км², з яких 1,64 км² — суходіл та 0,02 км² — водойми.

## Демографія
Згідно з переписом 2010 року, у селищі мешкало 1612 осіб у 493 домогосподарствах у складі 263 родин. Густота населення становила 974 особи/км².  Було 553 помешкання (334/км²).
Расовий склад населення:
| - 94,0 % — білих - 2,2 % — чорних або афроамериканців - 1,1 % — азіатів - 0,1 % — вихідців з тихоокеанських островів - 0,1 % — корінних американців |

До двох чи більше рас належало 1,7 %. Частка іспаномовних становила 2,2 % від усіх жителів.
За віковим діапазоном населення розподілялося таким чином: 14,2 % — особи молодші 18 років, 76,8 % — особи у віці 18—64 років, 9,0 % — особи у віці 65 років та старші. Медіана віку мешканця становила 22,9 року. На 100 осіб жіночої статі у селищі припадало 91,7 чоловіків;  на 100 жінок у віці від 18 років та старших — 90,2 чоловіків також старших 18 років.
Середній дохід на одне домашнє господарство  становив 48 558 доларів США (медіана — 40 735), а середній дохід на одну сім'ю — 57 810 доларів (медіана — 46 429). За межею бідності перебувало 16,7 % осіб, у тому числі 19,8 % дітей у віці до 18 років та 14,0 % осіб у віці 65 років та старших.
Цивільне працевлаштоване населення становило 751 особа. Основні галузі зайнятості: освіта, охорона здоров'я та соціальна допомога — 33,7 %, роздрібна торгівля — 12,3 %, мистецтво, розваги та відпочинок — 12,3 %.